# Tsalenjikha
Tsalenjikha (in georgiano წალენჯიხა?) è un comune della Georgia, situato nella regione della Mingrelia-Alta Svanezia.